# Уесекска династия
Уесекска династия или англосаксонска династия, или род Кердик (на английски: House of Wessex, House of Cerdic) е аристократичен род, управлявал кралство Уесекс (519 – 871 г.) в Югозападна Англия и Обединеното английско кралство (871 – 1016 и 1042 – 1066 г.). Уесекската династия е единствената династия в Англия с англосаксонски произход, която се прекъсва в периода от 1016 до 1042 г. по време на узурпацията на английската корона от датчанина Свен I Острата брада и неговите наследници. Тя прекратява своето съществуване през 1066 г. с гибелта на Харолд II Годуинсън и победата на Уилям I Завоевателя (представител на нормандската династия) в Битката при Хейстингс. Предприетите тогава опити на англосаксонската аристокрация да възстанови наследника на Уесекската династия в лицето на Едгар II Етелинг (внук на Едмънд II), провъзгласен, но не коронован крал на Англия, не се увенчава с успех. Бракът на племенницата на Едгар II Етелинг, Матилда Шотландска и сина на Уилям I Завоевателя, Хенри I, сключен на 11 ноември 1100 г., свързва уесекската с нормандската династия в близко родство.

## Крале на Уесекс
- 519 – 534 – Кердик
- 534 – 560 – Кинрик
- 560 – 591 – Кевлин
- 591 – 597 – Кьол
- 597 – 611 – Келвулф
- 611 – 643 – Кинегилс
- 626 – 636 – Квихелм
- 643 – 645, 648 – 674 – Кенвал
- 672 – 674 – Сексбурга
- 674 – Кенфус
- 674 – 676 – Есквин
- 676 – 685 – Кентвин
- 685 – 688 – Кедвала
- 688 – 726 – Ине
- 726 – 740 – Етелард
- 740 – 756 – Кутред
- 756 – 757 – Зигеберт
- 757 – 786 – Киневулф
- 786 – 802 – Беортрик
- 802 – 839 – Егбърт, крал на Кент (825 – 827)
- 839 – 856 – Етелвулф
- 856 – 860 – Етелбалд
- 860 – 865 – Етелберт
- 865 – 871 – Етелред I
- 871 – Алфред Велики, от 871 крал на Англия

През 871 г. Алфред Велики обединява всички английски кралства (Източна Англия, Есекс, Кент, Съсекс, Мерсия, Нортумбрия и Уесекс) под егидата на Кралство Уесекс и се провъзгласява за първи крал на Англия.

## Крале на Англия
- 871 – 899 – Алфред Велики (ок. 849 – 26.10.899)
- 899 – 924 – Едуард Стария (874/877 – 17.7.924), син на предходния
- 924 – Етелверд, син на предходния
- 924 – 939 – Етелстан (ок. 895 – 27.10.939), син на Едуард Стария
- 939 – 946 – Едмънд I Великолепния (921 – 26.5.946), син на Едуард Стария
- 946 – 955 – Едред Уесекски (ок. 923 – 23.11.955), син на Едуард Стария
- 955 – 959 – Едуиг (941 – 1.10.959), син на Едмънд I
- 959 – 975 – Едгар І Мирния (942/943 – 8.7.975), син на Едмънд I
- 975 – 978 – Едуард Мъченик (962/963 – 18.3.978), син на предходния
- 978 – 1013, 1014 – 1016 – Етелред II Неразумния (968 – 23.4.1016), син на Едгар I Мирния
- 1016 – Едмънд II Желязното бедро (989 – 30.11.1016), син на предходния
- 1042 – 1066 – Едуард Изповедник (ок. 1003 – 5.1.1066), син на Етелред II
- 1066 – Харолд II Годуинсон (ок. 1022 – 14.10.1066), син на Годуин Уесекски
- 1066 – Едгар II Етелинг (ок. 1051-ок. 1126), внук на Едмънд II